# Solunska fronta
Solunska fronta je poimenovanje za zavezniško fronto proti centralnim silam v prvi svetovni vojni na Balkanu. Ime je dobila po grškem mestu Solun.
Fronta je bila odprta avgusta leta 1916, ko so sile srbske in francoske vojske začele napad in po hudih spopadih zasedle strateško pomembna Kajmakčalan in Bitolo.
Frontna črta je potem obmirovala do preboja zaveznikov. Vsesplošna ofenziva na bolgarsko-nemške položaje se je začela 15. septembra 1918 (bitka pri Dobrem polju). Glavnino napada sta nosili srbska vojska, ki se ji je po preživeti »Golgoti« preko Albanije mudilo v domovino, in dve diviziji francoskih sil. 
Bolgarija je kmalu spoznala, da ne bo zdržala pritiska in je zato zaprosila za premirje (30. septembra so ji ga zavezniki zagotovili), nemške enote pa so se umikale na sever. Srbska vojska je pričela naglo napredovati (v samo nekaj dneh so napredovali za 170 kilometrov). Tako so njene enote že 1. novembra 1918 vkorakale v Beograd. Nekaj dni kasneje so se spopadi končali s prodorom srbskih in francoskih enot preko Donave.
Na strani srbske vojske se je borilo tudi veliko Slovencev, t. i. dobrovoljcev.